# Pygmy Lush
2006 elején a mindössze 2 évig létező, mégis legendás Pg. 99 és City Of Caterpillar tagokat felvonultató zenekar, a Malady feloszlott, de két zenekart hagyott maga után, az egyik Verse En Coma  a másik Pygmy Lush.
A Pygmy Lush minden tekintetben örököse a Pg. 99-nak, mind zeneileg és tagjaiban is egyaránt, mivel Johnny Wrad; Chris Taylor és testvére, Mike Taylor eredeti tagjai voltak a legendás virginiai formációnak is. Bemutatkozó lemezük 2007 tavaszán jelent meg a Robotic Empire Records gondozásában. Zenéjük a Pg. 99 hatásának tovább vitele, de újabb elemek is ötvöződnek benne.

## Tagok
- Mike Taylor: gitár (további zenekarai: Haram; Mannequin; Pg. 99)
- Johnny Ward: dob (további zenekarai: City Of Caterpillar-kisegítő;Malady; Pg. 99)
- Chris Taylor: vokál (további zenekarai: Malady; Mannequin; Pg. 99; Agoraphobic Nosebleed 2003 lemezén segédkezett)
- Mike Widman
- Mike Benish
- Steve Worrell

## Diszkográfia
- "bitter river" CD/LP (robotic empire; 2007) Archiválva 2007. szeptember 27-i dátummal a Wayback Machine-ben